# Keely Cashman
Keely Cashman (4 aprile 1999) è una sciatrice alpina statunitense.

## Biografia
Originaria di Strawberry e attiva in gare FIS dal novembre del 2015, la Cashman ha esordito in Nor-Am Cup il 24 novembre dello stesso anno a Jackson Hole in slalom speciale (12ª) e in Coppa del Mondo il 10 gennaio 2017 a Flachau nella medesima specialità, senza completare la prova. In Nor-Am Cup ha colto il primo podio l'11 dicembre 2017 a Panorama in supergigante (3ª) e la prima vittoria il 7 febbraio 2019 a Snow King Mountain in slalom gigante; ai Mondiali juniores di Narvik 2020 ha vinto la medaglia di bronzo nella combinata e in quella stessa stagione 2019-2020 si è aggiudicata la Nor-Am Cup generale. Ai XXIV Giochi olimpici invernali di Pechino 2022, sua prima presenza olimpica, si è classificata 17ª nella discesa libera, 27ª nel supergigante e non ha completato la combinata; ai Mondiali di Saalbach-Hinterglemm 2025, sua prima presenza iridata, si è piazzata 24ª nel supergigante.

## Palmarès

### Mondiali juniores
- 1 medaglia:
  - 1 bronzo (combinata a Narvik 2020)

### Coppa del Mondo
- Miglior piazzamento in classifica generale: 69º nel 2025

### Coppa Europa
- Miglior piazzamento in classifica generale: 26º nel 2023
- 1 podio:
  - 1 secondo posto

### Nor-Am Cup
- Vincitrice della Nor-Am Cup nel 2020
- Vincitrice della classifica di discesa libera nel 2020
- 22 podi:
  - 5 vittorie
  - 6 secondi posti
  - 11 terzi posti

#### Nor-Am Cup - vittorie
| Data             | Località           | Paese       | Specialità |
| ---------------- | ------------------ | ----------- | ---------- |
| 7 febbraio 2019  | Snow King Mountain | Stati Uniti | GS         |
| 20 marzo 2019    | Sugarloaf          | Stati Uniti | SG         |
| 11 dicembre 2019 | Lake Louise        | Canada      | DH         |
| 13 dicembre 2019 | Lake Louise        | Canada      | SG         |
| 16 dicembre 2019 | Nakiska            | Canada      | KB         |

Legenda:

DH = discesa libera

SG = supergigante

GS = slalom gigante

KB = combinata

### Campionati statunitensi
- 7 medaglie:
  - 1 oro (slalom gigante nel 2019)
  - 5 argenti (supergigante, slalom gigante, slalom speciale nel 2020; supergigante nel 2023; supergigante nel 2025)
  - 1 bronzo (combinata nel 2018)